# 埃爾斯沃思 (愛荷華州)
埃爾斯沃斯（英語：Ellsworth）是一個位於美國愛荷華州漢密爾頓縣的城市。

## 地理
埃爾斯沃斯的座標為42°18′43″N 93°34′51″W / 42.31194°N 93.58083°W，而該地的平均海拔高度為330米（即1083英尺）。

## 人口
根據2010年美國人口普查的數據，埃爾斯沃斯的面積為2.33平方千米，當中陸地面積為2.33平方千米，而水域面積為0.00平方千米。當地共有人口531人，而人口密度為每平方千米227人。